# Gasherbrum III
Gasherbrum III é uma montanha situada entre os montes Gasherbrum II e Gasherbrum IV, todas pertencentes ao grupo de picos de Gasherbrum, e é uma das cinquenta montanhas mais altas do mundo. 
Foi escalado primeiramente no ano de 1975, por Wanda Rutkiewicz, Alison Chadwick-Onyszkiewicz, Janusz Onyszkiewicz e Krystof Zdzitowiecki, integrantes de uma equipe polonesa.